# Lokve, Alibunar
Lokve (izvirno srbsko Локве) je naselje v Srbiji, ki upravno spada pod Občino Alibunar; slednja pa je del Južnobanatskega upravnega okraja.

## Demografija
V naselju živi 1638 polnoletnih prebivalcev, pri čemer je njihova povprečna starost 44,1 let (43,0 pri moških in 45,3 pri ženskah). Naselje ima 620 gospodinjstev, pri čemer je povprečno število članov na gospodinjstvo 3,23.
To naselje je izrazito romunsko (glede na rezultate popisa iz leta 2002), a v času zadnjih treh popisov je opazno zmanjšanje števila prebivalcev.
|  |

| Demografija | Demografija     | Demografija     |
| Leto        | Št. prebivalcev | Št. prebivalcev |
| ----------- | --------------- | --------------- |
|             |                 |                 |
|             |                 |                 |
|             |                 |                 |
|             |                 |                 |
| 1948        | 4184            |                 |
| 1953        | 4246            |                 |
| 1961        | 4243            |                 |
| 1971        | 3826            |                 |
| 1981        | 3511            |                 |
| 1991        | 2973            | 2450            |
| 2002        | 2824            | 2002            |
|             |                 |                 |

| Etnična sestava po popisu iz leta 2002 | Etnična sestava po popisu iz leta 2002 | Etnična sestava po popisu iz leta 2002 | Etnična sestava po popisu iz leta 2002 | Etnična sestava po popisu iz leta 2002 |
| -------------------------------------- | -------------------------------------- | -------------------------------------- | -------------------------------------- | -------------------------------------- |
| Romuni                                 | Romuni                                 |                                        | 1.819                                  | 90,85%                                 |
| Romi                                   | Romi                                   |                                        | 111                                    | 5,54%                                  |
| Srbi                                   | Srbi                                   |                                        | 33                                     | 1,64%                                  |
| Makedonci                              | Makedonci                              |                                        | 8                                      | 0,39%                                  |
| Slovaki                                | Slovaki                                |                                        | 5                                      | 0,24%                                  |
| Madžari                                | Madžari                                |                                        | 5                                      | 0,24%                                  |
| Muslimani                              | Muslimani                              |                                        | 4                                      | 0,19%                                  |
| Jugoslovani                            | Jugoslovani                            |                                        | 4                                      | 0,19%                                  |
| Hrvati                                 | Hrvati                                 |                                        | 2                                      | 0,09%                                  |
| Slovenci                               | Slovenci                               |                                        | 1                                      | 0,04%                                  |
| Nemci                                  | Nemci                                  |                                        | 1                                      | 0,04%                                  |
| Albanci                                | Albanci                                |                                        | 1                                      | 0,04%                                  |
| Neznano                                | Neznano                                |                                        | 4                                      | 0,19%                                  |